# Прапор Бонайре

Прапор Бонайре: 2:3

Прапор Бонайре затверджений у 1981.

## Опис
Синя частина полотнища означає Карибське море, жовтий трикутник — сонце, біла смуга — свободу і мир. Роза вітрів, що нагадує компас, вказує, що його мешканці здавна мають репутацію наймайстерніших мореплавців південній частині Карибського моря і чудово орієнтуються в морському просторі. Вона також символізує єдність цілей остров'ян. Зірка позначає бойовитість і стійкість місцевих мешканців, а її червоний колір — символ крові, пролитої в боротьбі. Шість променів зірки нагадують про шість сіл — перші поселення на острові. Пропорції прапора: 2:3.